# Соловьёв, Глеб Михайлович
Глеб Миха́йлович Соловьёв (9 сентября 1928, Москва — 3 августа 2004, там же) — крупный советский и российский кардиохирург, один из пионеров отечественной сердечно-сосудистой хирургии, академик РАМН. Лауреат Государственной премии СССР.

## Биография
В 1952 году окончил 1-й Московский медицинский институт. В 1955 году защитил кандидатскую диссертацию на тему «Круговой сосудистый шов и переключение артерии в эксперименте», а в 1961 году — докторскую на тему «Митральный порок сердца и его хирургическое лечение». С 1963 года — профессор.
С 1960 по 1969 годы работал руководителем лаборатории НИИ клинической и экспериментальной хирургии Минздрава СССР. Провёл первые в СССР операции протезирования клапанов сердца шаровыми протезами: митрального клапана (МКЧ-01) — в ноябре 1963 года, аортального (АКЧ-01) — в феврале 1964 года.
В 1969 году возглавил впервые созданный в Советском Союзе НИИ трансплантологии и искусственных органов. С 1969 по 1974 год под руководством Г. М. Соловьёва в институте организован центр типирования тканей, внедрены в практику пересадка почки, гетеротопическое подключение печени. В 1971 году здесь произведена вторая в СССР пересадка сердца.
Г. М. Соловьёв является одним из пионеров сердечно-сосудистой хирургии и трансплантологии в нашей стране. Им разработана оригинальная модификация оперативных вмешательств при врождённых пороках сердца: дефекте межжелудочковой перегородки, тетраде Фалло, аномалии Эбштейна, коарктации аорты, недостаточности трикуспидального клапана. Он предложил циркулярный инвагинационный шов артерии, усовершенствовал методику операций на грудной части аорты, открытой эндартерэктомии на терминальной части брюшного отдела аорты. В 1969 году избран действительным членом Международного общества сердечно-сосудистых хирургов, в 1967 году — членом-корреспондентом Академии медицинских наук СССР, а также членом-корреспондентом Кубинского общества хирургов. В последующем избран действительным членом Российской академии медицинских наук, руководил академической группой РАМН, занимающейся сердечно-сосудистой хирургией. В 1990 году избран заведующим кафедрой госпитальной хирургии № 2 Московской медицинской академии им. И. М. Сеченова на базе ГКБ № 7.
Похоронен в Москве на Троекуровском кладбище.

## Научная деятельность
При непосредственном участии Г. М. Соловьёва проводились научные исследования, посвящённые малоинвазивной хирургии с использованием эндоскопической техники при лечении ишемической болезни сердца, внедрена методика аортокоронарного и маммарокоронарного шунтирования без применения аппарата искусственного кровообращения.
Под научным руководством Г. М. Соловьёва усовершенствованы методы лечения перитонита (программированная лапароскопическая санация, лапаротомия, ультразвуковая санация брюшной полости и др.). В неотложной хирургии язвенной болезни желудка и двенадцатиперстной кишки Г. М. Соловьёв работал над вопросами использования возможностей телемедицины при выполнении органосохраняющих операций с вариантами проксимальной желудочной ваготомии в лечении кровоточащих пептических язв желудка.
Г. М. Соловьёв изучал проблемы сочетанных травм, особенно торакоабдоминальных ранений в условиях «военно-городской хирургии». При его участии и содействии разработаны и внедрены в клиническую практику экстренной и плановой хирургии биологические адгезивные препараты (аналоги фибринового клея).
Особое место в научно-практической деятельности Г. М. Соловьева занимали вопросы эндоскопической хирургии как при лечении коронарной болезни, так и в неотложной хирургии органов брюшной и грудной полостей.
Подготовил 32 доктора и 65 кандидатов медицинских наук. Один из учеников Г. М. Соловьёва — академик В. И. Шумаков — директор Института трансплантологии и искусственных органов, всемирно известный хирург.
Г. М. Соловьёв — член ряда хирургических обществ. С 1969 по 1974 год являлся генеральным секретарём Всесоюзного общества хирургов, до 1973 года был заместителем председателя Всесоюзного общества кардиологов. Являлся заместителем главного редактора журнала «Кардиология».
Опубликовал более 500 научных работ, в том числе 23 монографии, посвящённые вопросам сердечно-сосудистой хирургии, трансплантологии, иммунологии, неотложной хирургии органов брюшной и грудной полостей, а также проблемам эндоскопической хирургии. Им написаны отдельные главы в руководствах и атласах по хирургии. За атлас «Грудная хирургия», изданный под руководством академика Б. В. Петровского, Г. М. Соловьёву в 1976 году присуждена премия имени А. Н. Бакулева. Он известен также своими работами в области кровопотери и реологии крови.

## Награды
- Орден Трудового Красного Знамени (1971)
- Орден Дружбы (2004)
- Орден «Знак Почёта» (1965)
- Государственная премия СССР (1971) — за разработку пересадки почки
- медали.

## Семья
Отец — Соловьёв Михаил Фёдорович (1878—1948).
Мать — Соловьёва Анна Андреевна (1895—1964).
Жена — Соловьёва, Альбина Дмитриевна (1928—2012), врач-невропатолог, доктор медицинских наук, профессор. Похоронена рядом с мужем.
Дочь — Филатова, Елена Глебовна (род. 1952), врач-невропатолог, доктор медицинских наук, профессор, работает в Московской медицинской академии имени И. М. Сеченова.